# آقماتشيت
آقماتشيت هي بلدة في مقاطعة مريشكار في ولاية قشقداريا في أوزبكستان.